# シークレットシューズ
シークレットシューズとは、靴底の踵部分が厚く（高く）なっており、これを履くことで通常の靴よりも履いた人の身長をより高く見せる、足をより長く見せる機能をもたせた靴のこと。形状によってはシークレットブーツ総称して上げ底靴や底上げ靴とも呼称される。英語ではElevator shoesと呼ばれる。

## 概要
内底を踵の部分のみ5cm から10cm 程度分厚くする底上げ構造により、ハイヒールやロンドンブーツを履いた時と同様に見せ掛け上は背が高くなる、足が長くなる仕掛けとなっている。ただし、ロンドンブーツなどとは異なり、外から見えるヒール部は高くなく、外見はあくまで普通の靴を装っていることが大きな特徴である。その他、インソール（中敷き）による底上げを狙った商品も存在するが、その構造上、靴全体の構造で同種の効果を図った製品よりも効果は限定的である。
以前は男性の「身長が低い」という劣等感（コンプレックス）に付け込んだ商品であり、インターネットが普及する以前から、雑誌などに数多くの掲載広告があったロングセラー通販商品として知られる。
結婚式などでも衣装を担当する店や部署では、新郎が背が低い場合や、新婦より極端に背が低い場合などに備えて、礼服用の高さの違う幾つかの底上げ靴を用意しているところもある。

## 心理的効果
この種の機能を持たせた靴の歴史は長い。古くはナポレオンも履いていたといわれ、近代ではヨシフ・スターリンやヒトラー、近年は、ニコラ・サルコジなど、真偽の程は別としても古今東西数多くの権力者や著名人に同様の構造の靴を履いているという説がある。このように権威者がその威厳や「まやかしの神格性」を削がれないようにするための、偽りの自己演出のための変装用アイテムでもある。
女性の履くハイヒールにもシークレットシューズと同じような心理的効果があると思われるが、概ねファッション表現を旨としたものであり、背が高くありたいと望む一部の男性における心理的効果とは、やや異なると思われる。
コントや漫画などの物語では、シークレットシューズの着用を隠していることや、あるいはあからさまに履いていたり、履いた時と脱いだ時の背の高さの違いなどの設定を、笑いの観点にすることもある。演劇やミュージカルの場合には、男性俳優や男役を演ずる女優が、相手役となる女優の身長との調整のためにシークレットシューズを履くことがある。
過去製品の広告などでは、履くことで「背が伸びる」などとも受け取られかねない言い回しが見られたこともあるが、実際には見せ掛けの身長が伸びるだけで、実際の身長が伸びる効果は無い。

## 実用
背を高くする効果を得る代償に、無理な底上げ体勢で履く状態なので、基本運動等には不向きとされている。また極端な底上げシューズの場合は、階段の上り下りもしづらくなる為、日常の行動も出来る物を選ばなければならない。